# Aktives Altern
„Aktives Altern bedeutet, Menschen dabei zu helfen, ihr Leben so lange wie möglich selbstständig zu führen und – wenn möglich – einen Beitrag zu Wirtschaft und Gesellschaft zu leisten.“ Der Rat der Europäischen Union forderte die Mitgliedstaaten im Juni 2010 auf, aktives Altern zu einer politischen Priorität für die folgenden Jahre zu machen. Das Jahr 2012 wurde zum Europäischen Jahr für aktives Altern und Solidarität zwischen den Generationen erklärt.

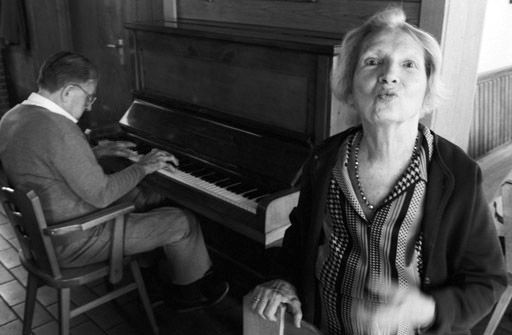
Entertainment von Senioren für Senioren

## Weitere Definitionen
Die Weltgesundheitsorganisation (WHO) definiert den Begriff Aktives Altern folgendermaßen:
„Unter aktiv Altern versteht man den Prozess der Optimierung der Möglichkeiten von Menschen, im zunehmenden Alter ihre Gesundheit zu wahren, am Leben ihrer sozialen Umgebung teilzunehmen und ihre persönliche Sicherheit zu gewährleisten, und derart ihre Lebensqualität zu verbessern.“
In dieser Definition ist nicht festgelegt, wer für den Optimierungsprozess verantwortlich ist. Es kann sich um den konkreten alternden Menschen bzw. Gruppen alternder Menschen handeln, aber auch um Institutionen des Staates und der Kommunen, der Wirtschaft sowie der Gesellschaft.

## Demografischer Wandel als Kontext

### Bedeutung des Alters

Entwicklung der Lebenserwartung in Deutschland 1960–2010

Zu den bedeutsamsten Entwicklungen in den westlichen Industriestaaten zählt der stetige Rückgang der Zahl der Geburten, verbunden mit einem Anstieg des durchschnittlichen Lebensalters der Bevölkerung. Sinkende Kinderzahlen und eine wachsende Lebenserwartung führen zu einem Anstieg des Anteils älterer Menschen an der Bevölkerung. In Deutschland nimmt nicht nur der Anteil, sondern auch die Anzahl älterer Menschen durch die hohe Zahl der Geburten in den Jahrzehnten nach dem Zweiten Weltkrieg zu.
Aufgrund der hohen Lebenserwartung und des guten Gesundheitszustandes vieler Senioren fühlen sich 67 % der 65- bis 74-Jährigen laut der Generali-Altersstudie von 2012 nicht als „alte Menschen“. Die meisten Senioren führen demnach ein aktives Leben: Sie verbringen z. B. viel Zeit mit ihren Hobbys sowie mit ihren Kindern und Enkeln. Im Durchschnitt sind sie an fünf Tagen der Woche unterwegs. Außerdem sind rund 45 % der Befragten für ca. vier Stunden pro Woche ehrenamtlich tätig. Die meisten Senioren sind laut der Umfrage mit ihrer materiellen Situation, ihrer Wohnsituation und ihrem Leben zufrieden.
Nach einer Definition der Vereinten Nationen werden Menschen ab 60 Jahren der Gruppe der „Älteren“ zugerechnet. Das Berlin-Institut für Bevölkerung und Entwicklung bewertet diese Zuordnung als „nicht mehr zeitgemäß“. Auch die Vorstellung von einem „verdienten Ruhestand“ Jahrzehnte vor dem wahrscheinlichen Todeszeitpunkt des Betreffenden müsse neu überdacht werden. Nach Beendigung der im Vergleich zur Gegenwart verlängerten Lebensarbeitszeit des Durchschnittsbürgers müsse über eine „Anschlussverwendung“ für ehrenamtliche Aktivitäten der noch produktiven Senioren nachgedacht werden. Diese Ansicht stellt eine Abkehr von der Disengagementtheorie dar, der zufolge das höhere Alter mit einem Verlust an sozialen Rollen einhergehe, ein individuelles Bedürfnis nach Rückzug mit reduzierten gesellschaftlichen Erwartungen an die Älteren korrespondiere und das gelingende Zusammenspiel beider Faktoren sich förderlich auf das Wohlbefinden der Älteren auswirke. Die Vorstellung, ältere Menschen gehörten (nicht nur auf dem Arbeitsmarkt) zum „Alten Eisen“, wird immer seltener vertreten.
In Deutschland kam es ab der 1980er durch das Vorruhestandsgesetz und später durch das Altersteilzeitgesetz und die „58er-Regelung“ dazu, dass Ältere häufig aus dem Berufsleben ausstiegen. Diese Regelungen liefen jedoch später aus und an die Stelle der Arbeitslosenhilfe traten die ALG-Regelungen. Im Jahr 1995 waren mit 19,2 % nur rund ein Fünftel der 60- bis 64-Jährigen erwerbstätig und eine Bewerbung ab 55 galt als aussichtslos. Der Anteil Erwerbstätiger stieg in der Folge jedoch stetig an, und 2015 waren hingegen mit 56,2 % über die Hälfte der 60- bis 64-Jährigen erwerbstätig. Laut Arbeitsmarktforschern gibt es allerdings weiterhin „deutliche Hinweise, dass ältere Bewerber unter sonst gleichen Bedingungen schlechtere Einstellungschancen haben“.
Auch auf einer Tagung der Hanns-Seidel-Stiftung wurde 2012 die Notwendigkeit einer Konzeption des Aktiven Alterns mit dem demographischen Wandel begründet. Das Ergebnis der Tagung fassen die Veranstalter folgendermaßen zusammen:
„Die für die Gesellschaft nützlichen Potenziale älterer Menschen sollen angemessen wahrgenommen und gewürdigt werden. Dazu bedarf es eines Altersbildes, das die Stärken älterer Menschen betont und dazu führt, dass diese ihren Beitrag in der Gesellschaft leisten können. Leistungsfähigkeit, Kreativität und Innovationskraft sind auch jenseits der Lebensmitte vorhanden. Jedoch setzen aktives Altern und Generationensolidarität die Eigen- und Mitverantwortung sowie den Beitrag jedes Einzelnen voraus[…]. Auf Seiten von Politik, Wirtschaft und Gesellschaft müssen Anpassungen erfolgen, die sowohl Jugendschwund wie Alterung Rechnung tragen. Hierbei gilt es das Potenzial älterer Menschen verstärkt zu mobilisieren und es ihnen zu ermöglichen, ein unabhängiges Leben zu führen.“
Einige Sozialwissenschaftler verknüpfen im Hinblick auf die Entwicklung in Deutschland die Erfordernisse des demografischen Wandels mit der Reform des Sozialstaats im Zuge der Agenda 2010. Dieser sei von einem „versorgenden“ zu einem „aktivierenden“ Arrangement sozialer Unterstützung umgebaut worden. Die zunehmende Sensibilisierung der Öffentlichkeit für den doppelten Sachverhalt, dass „die Alten“ nicht nur „immer älter“, sondern in gewisser Weise auch „immer jünger“ würden, also einen länger werdenden Teil ihrer länger werdenden Lebenszeit gesund und leistungsfähig blieben, habe zur Entdeckung der Aktivierbarkeit des Alters geführt. Maßgeblich hierfür sei in Deutschland der Fünfte Altenbericht gewesen, durch den die Frage beantwortet worden sei, wie die Potenziale des Alters gesellschaftlich besser genutzt werden könnten. Zugleich führten bestimmte Entwicklungen – der Rückgang der Tarifdeckung, die Zunahme flexibler Beschäftigungsformen sowie die Aktivierung von Menschen im erwerbsfähigen Alter mit der Verpflichtung für (Langzeit-)Arbeitslose, auch Tätigkeiten mit einem Entgelt unterhalb des Tariflohns anzunehmen – zu einer Verschärfung des Risikos, im Niedriglohnbereich zu verharren, und des Armutsrisikos für Menschen mit geringer Bildung. Zu erwarten ist ein erhöhtes Risiko der Verarmung von Menschen im Niedriglohnsektor nach deren Austritt aus dem Erwerbsleben. Geringe Einkommen und Vermögen wiederum vermindern die Teilhabechancen der hiervon Betroffenen.
Im Jahr 2024 waren laut einem Bericht des Stern mehr als 1,1 Millionen Menschen über 67 Jahre erwerbstätig, viermal so viel wie 2004, als nur 288.000 Menschen ab 67 erwerbstätig waren.

### Alter und Migration
Zu den am schnellsten wachsenden Bevölkerungsgruppen in Deutschland gehören ältere zugewanderte Menschen. Umgekehrt verlegen zahlreiche Menschen im Alter ihren Wohnsitz ins Ausland bzw. nehmen dort einen zweiten Wohnsitz auf (siehe: Altersmigration).
In Deutschland wird sich voraussichtlich der Anteil der 65-Jährigen und Älteren in der Migrantenbevölkerung von 8,4 Prozent (im Jahr 2007) bis zum Jahr 2032 auf 15,1 Prozent erhöhen, und die absolute Zahl der Älteren mit Migrationshintergrund wird vermutlich von ca. 1,4 Millionen (im Jahr 2007) auf ca. 3,6 Millionen (im Jahr 2032) ansteigen. 41,5 Prozent der über 65-Jährigen mit ausländischer Staatsangehörigkeit waren aus der Sicht des Jahres 2013 von Armut bedroht, bei den Gleichaltrigen mit deutschem Pass waren es 13,3 Prozent. Mit der Situation alternder Menschen mit Migrationshintergrund befasste sich 2007 bis 2009 das Projekt AAMEE (Active Ageing of Migrant Elders across Europe) des Ministeriums für Gesundheit, Emanzipation, Pflege und Alter des Landes Nordrhein-Westfalen.
Ältere Migranten leben in Deutschland im Vergleich zu Einheimischen gleichen Alters häufiger in Mehrgenerationen-Haushalten. Im Alter sind besondere Schwierigkeiten unter den Zuwanderern zu beobachten. Beispielsweise kann es nach Beginn einer Demenz-Erkrankung dazu kommen, dass der Betroffene nur noch seine Muttersprache spricht. Ärzte weisen auf einen Bedarf für eine kultursensible Pflege hin. Medien nennen als positive Beispiele unter anderem Eigeninitiativen für Mehrgenerationenhäuser sowie Demenz-Wohnungsgemeinschaften in Altenheimen, die auf Basis der jeweiligen Muttersprache zusammengesetzt sind.

## Politische Maßnahmen
Das Konzept des Aktiven Alterns soll zu einem „Mainstreaming“ (etwa nach dem Vorbild des Gender-Mainstreamings) führen, bei dem die Politik die Hauptverantwortung übernehmen soll. Zum Abschluss des Europäischen Jahrs für aktives Altern und Solidarität zwischen den Generationen stellte der Europäische Rat im Dezember 2012 „Leitlinien“ für die politische Arbeit in der EU und in deren Mitgliedsstaaten auf. Diese Leitlinien befassen sich mit den folgenden Aspekten:
- Beschäftigung
  - Fortlaufende berufliche Aus- und Weiterbildung
  - Gesunde Arbeitsbedingungen
  - Strategien für das Altersmanagement
  - Arbeitsverwaltungen für ältere Arbeitnehmer
  - Verhinderung der Altersdiskriminierung
  - Beschäftigungsfreundliche Steuer- und Sozialleistungssysteme
  - Weitergabe von Erfahrung
  - Vereinbarkeit von Beruf und Betreuung
- Gesellschaftliche Teilhabe
  - Einkommenssicherheit
  - Soziale Eingliederung
  - Ehrenamtliche Tätigkeit von Senioren
  - Lebensbegleitendes Lernen
  - Mitwirkung an der Entscheidungsfindung
  - Unterstützung für informelle Pflegekräfte
- Unabhängiges Leben
  - Gesundheitsförderung und Krankheitsvorbeugung
  - Angepasste Wohnungen und Dienste
  - Zugängliche und bezahlbare Beförderung
  - Altersfreundliche Umgebungen, Güter und Dienste
  - Maximierung der Autonomie bei der Langzeitpflege[23]

Der Europäische Rat verweist darauf, dass in der „Strategie Europa 2020“ der EU integratives Wachstum, eine höhere Arbeitsmarktbeteiligung (es soll eine Beschäftigungsquote von 75 % der Bevölkerung im Alter von 20 bis 64 Jahren erreicht werden) und eine Verringerung der Armut und der sozialen Ausgrenzung gefordert würden. Bei der Umsetzung der „Strategie Europa 2020“ sollten das aktive Altern und die Solidarität zwischen den Generationen „voll und ganz“ berücksichtigt werden.
Auch für die Europäische Kommission bildete 2012 im Kontext des „Europäischen Jahres für aktives Altern und Solidarität zwischen den Generationen“ die Förderung der Erwerbstätigkeit Älterer den Schwerpunkt des Konzepts des Aktiven Alterns. Es gehe vor allem darum, bis zum Jahr 2020 die Herausbildung von Altersarmut auf breiter Front zu bekämpfen. Der Europäischen Kommission und der UNECE zufolge geht aktives Altern „als politischer Diskurs, auf der Basis des Gebrauch-Machens vom Potenzial älterer Menschen, Hand in Hand mit einem Ansatz von sozialer Investition. Im Zentrum der sozialen Investition steht die Idee, dass die Aktivierung sozialpolitischer Handlungen sich ökonomisch und sozial stark auszahlt.“
Das deutsche Ministerium für Familie, Senioren, Frauen und Jugend entwickelte 2007 die folgende Agenda:
- Pflege:
  - Verbesserung der Rahmenbedingungen für Pflegepersonen im privaten Bereich.
  - Stärkere Förderung alternativer Modelle zur stationären Pflege.
- Arbeitsmarkt:
  - Gesundheitsförderung/Verbesserung der Arbeitsbedingungen.
  - Höhere monetäre Anreize zum längeren Verbleib im Erwerbsleben.
  - Forcieren der Fort- und Weiterbildung Älterer.
  - Positives Altersbild auf dem Arbeitsmarkt.
- Bildung und Lebenslanges Lernen:
  - Sensibilisierung für die Notwendigkeit permanenter Fort- und Weiterbildung unter Berücksichtigung längerer Lebensarbeitszeit.
  - Implementierung von Programmen zur stärkeren Einbindung älterer Menschen in allgemeine Bildungs- und betriebliche Fort- und Weiterbildungsmaßnahmen.
- Mobilität im Alter:
  - Mobilitätsverbesserungen umfassen sowohl Verkehrsmittel als auch den öffentlichen Raum („barrierefreies Laufen“).
  - In dünn besiedelten Räumen haben sich alternative Angebote zum ÖPNV bewährt, teilweise privatwirtschaftlich organisiert.
  - Die Einbeziehung der Senioren in den Planungs- und Entscheidungsprozess.
- Wohnen im Alter:
  - Eine stärkere Fokussierung auf das Wohnen in den eigenen vier Wänden bzw. alternativen Wohnformen.
  - Generationenübergreifende Wohnprojekte können eine Alternative sein, wenn sie die Privatsphäre und individuellen Wohnbedarfe der Senioren berücksichtigen.
  - Auch hier ist die Einbeziehung der Senioren in den Planungs- und Entscheidungsprozess sehr wichtig.
- Ältere Migranten:
  - Die Partizipation älterer Migranten in der Planung und Entwicklung entsprechender Projekte fördern.[28]
  - Die Etablierung von Netzwerken älterer Migranten.
  - Öffnung von Altenhilfeangeboten für ältere Migranten.[29]

### Förderung der Erwerbstätigkeit
Die deutsche Bundesregierung sah 2007 ihre Hauptaufgabe im Zusammenhang mit der Erwerbstätigkeit älterer Menschen darin, ältere Arbeitnehmer am Arbeitsmarkt stärker zu fördern und ihre „employability“ (Beschäftigungsfähigkeit) zu erhöhen.
In der Zeit vor der Agenda 2010 mit mehr als 5 Millionen Arbeitslosen in Wintermonaten wurde eine Politik der Frühverrentung betrieben. Älteren Arbeitnehmern wurde gekündigt bzw. nahegelegt, ihre Arbeit zugunsten Arbeit suchender Jüngerer aufzugeben. Damals galt die „Faustregel“: Je ein Drittel der vor dem gesetzlichen Renteneintrittsalter Ausscheidenden will, kann bzw. darf (von Arbeitgebern aus betrachtet) nicht länger erwerbstätig bleiben. Im Kontext eines europäischen Rechtsverständnisses wird die Ausgrenzung älterer Beschäftigter von der betrieblichen und gesellschaftlichen Teilhabe als Diskriminierung gewertet. Mehrere europäische Richtlinien schaffen für Ältere und andere Belegschaftsgruppen Rechtsansprüche auf Gleichstellung bei der beruflichen Entwicklung. Einige Ansätze der betrieblichen Personalentwicklung bauen darauf auf. Sie verfolgen eine längerfristig ausgerichtete Personalpolitik, die einen wertschätzenden Umgang mit den Humanressourcen der ganzen Belegschaft fördert.
2012 stellte die damalige Bundesministerin für Arbeit und Soziales, Ursula von der Leyen, fest: „Bis zum Jahr 2030 wird die Zahl der 20- bis 64-Jährigen insgesamt um mehr als sechs Millionen zurückgehen. Gleichzeitig wächst die Altersgruppe der über 64-Jährigen um 5,5 Millionen Personen an. Dies bedeutet, dass künftig weniger und durchschnittlich ältere Erwerbstätige Wohlstand und soziale Sicherung für alle erwirtschaften müssen. Um dieser Herausforderung zu begegnen, muss die Erwerbsbeteiligung steigen, insbesondere auch die der älteren Arbeitnehmerinnen und Arbeitnehmer.“ Ob ältere Arbeitnehmer ihren bisherigen Beruf oder eine andere Tätigkeit ausüben und am Erwerbsleben teilhaben könnten, hänge „sowohl von der Förderung und Arbeitsgestaltung im Betrieb als auch von der individuellen Vorsorge ab“. Weil die älteren Arbeitnehmer wichtig für die Fachkräftesicherung seien, müsse, so die Ministerin einige Monate später, dafür gesorgt werden, dass möglichst viele Arbeitnehmer gesund und motiviert bis zum Erreichen der Regelaltersgrenze arbeiteten.
Zentrales Element einer Politik, die für eine längere „produktive“ Zeit älterer Menschen sorgen will, ist in den meisten Industrieländern die Anhebung des realen Renteneintrittsalters. In Deutschland wird das gesetzliche Renteneintrittsalter stufenweise von 65 (Geburtsjahrgang 1946 und früher) auf 67 Jahre (Geburtsjahrgang 1964 und später) angehoben. Nach dem heute gültigen Recht erhielte ein Arbeitnehmer des Geburtsjahrgangs 1964, der unmittelbar nach seinem 65. Geburtstag in den Ruhestand treten will, lebenslang einen versicherungsmathematischen Abschlag von 7,2 Prozent pro Monat von der Rente, die er bei einem zwei Jahre späteren Renteneintritt erhalten würde (= 0,3 % pro Monat). Wer umgekehrt den Renteneintritt trotz Erfüllung der Wartezeit aufschiebt, erhält danach eine um 0,5 % für jeden Kalendermonat der späteren Inanspruchnahme erhöhte Altersrente (siehe: Zugangsfaktor). Bei der Weiterbeschäftigung von Arbeitnehmern, die das gesetzliche Rentenalter erreicht haben, kann der Arbeitsvertrag befristet werden. Der Koalititionsvertrag von 2025 sieht weitere Erleichterungen bei der Beschäftigung von Rentnern vor. Insbesondere ist geplant, das Vorbeschäftigungsverbot nicht mehr auf Rentner anzuwenden, so dass es leichter würde, sie befristet einzustellen: Arbeitgeber dürften dann einen sachgrundlos befristeten Arbeitsvertrag auch mit einer Person in Rente abschließen, mit der bereits ein Arbeitsverhältnis bestand.
Dass der deutsche Arbeitsmarkt aufnahmefähig und -bereit für ältere Arbeitnehmer ist, belegt das Beispiel der Metall- und Elektroindustrie: Von 2000 bis 2015 stiegen in diesen Branchen die Beschäftigtenzahlen insgesamt um 8,6 Prozent (von 3.532.000 auf 3.834.000); die Zahl der über 60 Jahre alten Beschäftigten hingegen nahm um 188 Prozent zu (von 84.900 auf 245.000).
Die Beschäftigungsquote Älterer nahm von 2005 bis 2015 deutlich zu. Bereits 2011 ging ab einem Alter von 65 Jahren etwas mehr als die Hälfte (58 %) einer bezahlten geringfügigen Beschäftigung nach. Bei den 65- bis 74-Jährigen hatte zudem damals gut ein Fünftel Einkommen aus einer selbstständigen Tätigkeit. Nicht nur aufgrund der Anhebung des gesetzlichen Renteneintrittsalters nimmt in Deutschland die Erwerbsbeteiligung von Menschen, die 65 Jahre und älter sind, stetig zu. Die Gründe dafür, im Ruhestand erwerbstätig zu sein oder sich freiwillig zu engagieren, können sich stark überschneiden: Eine sinnvolle Aufgabe zu haben, Freude an der Tätigkeit und das Zusammenkommen mit anderen Menschen kann sowohl durch bezahlte Arbeit als auch durch Freiwilligenarbeit erreicht werden. Der Hauptunterschied liegt in der Entlohnung. Viele Menschen im Ruhestand gehen noch einer bezahlten Beschäftigung nach, um ihre Rente aufzubessern. Hochqualifizierte sind häufiger als andere Menschen auch im Rentenalter weiter erwerbstätig.
László Andor, dem damaligen EU-Kommissar für Beschäftigung, Soziales und Integration, zufolge habe sich ein Drittel der Europäer im Rahmen einer Eurobarometer-Umfrage geäußert, dass sie nach Erreichen des Ruhestandsalters gern weiter erwerbstätig wären, wenn auch nicht unbedingt in Vollzeit. Die These, es gebe einen weitverbreiteten Wunsch unter Arbeitnehmern, lange erwerbstätig zu bleiben, wurde durch eine 2012 von der Financial Times Deutschland veröffentlichte Umfrage in Frage gestellt: Neun von zehn Arbeitnehmern bewerteten demnach damals die Aussicht, erst mit 67 Jahren die vollen Ruhestandsbezüge zu erhalten, als „Horrorvorstellung“. Die Abteilung Sozialpolitik im DGB-Bundesvorstand bewertete es 2015 als „problematisch“, wenn „mit tendenziös anmutenden Angaben über den Nutzen des Hinausschiebens des Rentenbeginns oder die finanziellen Nachteile eines vorzeitigen Rentenbeginns“ versucht werde, „die Versicherten zu einem späteren Renteneintritt zu bewegen.“ Allerdings räumt der DGB ein, dass ein langer Verbleib im Erwerbsleben „erstrebenswert“ sei.
Wer ältere Menschen in dem Sinne „aktivieren“ wolle, dass er sie zu einem längeren Verbleib im Erwerbsleben motiviere, müsse der Hans-Böckler-Stiftung zufolge die Kategorien „Arbeitsfähigkeit“ und „Beschäftigungsfähigkeit“ berücksichtigen. Arbeitsfähigkeit ist ein Merkmal des Individuums. Von Bedeutung sind in diesem Zusammenhang die Unterkategorien „Gesundheit“, „Kompetenz“ und „Motivation“. Beschäftigungsfähig ist ein (potenzieller) Arbeitnehmer aus der Sicht der Arbeitgeberseite. In diesem Zusammenhang sind die Unterkategorien „Aufnahmefähigkeit des Arbeitsmarktes“ und „Beschäftigungs- und Einstellungsbereitschaft seitens der Betriebe“ zu berücksichtigen. Kistler zufolge wäre es unrealistisch, davon auszugehen, dass alle Älteren noch mit 65 Jahren entsprechend den gestiegenen Anforderungen der Arbeitgeberseite beschäftigungs- bzw. arbeitsfähig seien. Von den Befürwortern des Kompetenzmodells werde die Existenz von schlechten Arbeitsbedingungen bzw. Problemberufen geleugnet. Dabei könnten Betriebe durchaus auch mit älteren Belegschaften produktiv und innovativ sein, wenn es nicht massive Motivationsprobleme bei objektiv noch leistungsfähigen Älteren gäbe.
Für das Haupthindernis bei Versuchen, längere Lebensarbeitszeiten durchzusetzen, hält die „Initiative Neue Qualität der Arbeit (INQA)“ die Mentalität vor allem der Kernklientel der deutschen Gewerkschaften: „Die Beendigung der Erwerbstätigkeit teilweise erheblich vor Erreichen des regulären Rentenalters stellte und stellt sich […] nicht mehr als Notausgang für nicht mehr arbeitsfähige Beschäftigte oder im höheren Erwerbsalter arbeitslos Gewordene dar. Für langfristig beschäftigte Angehörige der Kernbelegschaften in den Kernsektoren wurde sie vielmehr tendenziell zum erstrebenswerten Normalanspruch. Bis zum Alter von 65 Jahren arbeiten zu müssen, gerät vor diesem Hintergrund zur sozialen Benachteiligung, die perspektivische Verlängerung des Erwerbslebens zum sozialpolitischen Skandal.“
Im Hinblick auf die Lage älterer Erwerbstätiger im europäischen Vergleich zog die Konrad-Adenauer-Stiftung 2013 Bilanz: Bei der Beschäftigung von älteren Arbeitskräften habe Deutschland in den Jahren zuvor deutlich zugelegt. Dies könne vor allem auf den Abbau von Frühverrentungsmöglichkeiten im Bereich der Arbeitslosenversicherung und des Rentensystems zurückgeführt werden. In Deutschland spiele auch die Erwerbsunfähigkeit oder der langfristige Krankenstand keine Rolle beim vorzeitigen Ausscheiden aus dem Arbeitsmarkt. Auch habe Deutschland als eines der ersten EU-Mitgliedsländer das gesetzliche Rentenalter von 65 auf 67 Jahre angehoben. Diese Entwicklung könnte durch den Übergang zu einem generell flexiblen Renteneintrittsalter, etwa nach dem Beispiel Finnlands, fortgeführt werden. Ein längeres Erwerbsleben setze darüber hinaus auch eine alternsgerechte Ausgestaltung der Arbeitsplätze und eine systematischere Weiterbildung der Arbeitskräfte voraus. Beispiele hierfür ließen sich zwar auch in manchen Unternehmen in Deutschland finden, jedoch in stärkerer Verbreitung vor allem in Skandinavien und Österreich.
Laut den Ergebnissen einer repräsentativen Umfrage des Arbeitsforschers Hans Martin Hasselhorn berichteten 75 % der Befragten von einer in ihrem Umfeld vorherrschenden Präferenz für einen frühzeitigen Ausstieg aus dem Berufsleben. Um Ältere länger im Berufsleben zu halten, ist seiner Auffassung nach in Deutschland eine andere Arbeitskultur mit besseren körperlichen und psychischen Arbeitsbedingungen sowie mehr Selbstbestimmung über den eigenen Arbeitseinsatz nötig. Er nannte Skandinavien als Beispiel für ein Land, in dem es eine positivere Arbeitskultur gebe.
In Deutschland ist es seit 1992 möglich, in Teilrente zu gehen. Seit 2023 wird die Frührente nicht mehr wegen zusätzlichen Einkünften gekürzt. Für Hinterbliebenenrenten und Erwerbsminderungsrenten bestehen weiterhin Hinzuverdienstgrenzen.

### Förderung von Tauschsystemen und vergleichbaren Initiativen
Die Psychologin und Gerontologin Ingrid Zundel führt in ihrer Dissertation Kommunitarismus in einer alternden Gesellschaft aus, dass die Teilnahme an Tauschsystemen knappe Rentenzahlungen ergänzen und zugleich Sinn stiften könne.
Seniorengenossenschaften oder -gemeinschaften organisieren eine gegenseitige Betreuung und Versorgung ihrer Mitglieder. Sie bringen Hilfeleistende und Hilfesuchende zusammen und bilden eine Zwischenstufe zwischen ehrenamtlicher Tätigkeit einerseits und dem Leistungsaustausch auf Verrechnungsbasis der Tauschringe. Derartige Initiativen werden unter Umständen mit öffentlichen Mitteln unterstützt. So wird der Aufbau von Seniorengenossenschaften in Bayern durch das Bayerische Staatsministerium für Arbeit und Soziales, Familie und Integration gefördert und fachlich unterstützt.

### Förderung der Teilhabe
Das Konzept des aktiven Alterns geht davon aus, dass ältere Menschen aktiv sind, und Aktivität beinhaltet die Teilhabe an verschiedenen sozialen Aktivitäten. Im engeren Sinn ist soziale Teilhabe nur eine der Formen von Teilhabe (Partizipation), zusätzlich zur politischen, kulturellen oder beruflichen Teilhabe. Im weiteren Sinn ist sie ein Begriff, der alle diese Formen der Teilhabe im politischen Leben, in kulturellen Aktivitäten sowie in bezahlter und unbezahlter Arbeit umfasst. Teilhabemöglichkeiten werden dann als verwirklicht angesehen, wenn die basalen Integrationsdimensionen wie Lebensstandard und Versorgungssicherheit garantiert sind und der normativen Erwartung an die Gewährleistung sozialer Grundrechte entsprochen wird.
Die Einräumung von Partizipationschancen für alle Altersgruppen und ihre aktive Einbeziehung steht im Einklang mit dem partizipatorischen Demokratieverständnis im Sinne einer „Beteiligung möglichst vieler an möglichst vielem“ und wird auch als Schritt zur Realisierung der von den Vereinten Nationen kommunizierten Vision einer „Gesellschaft für alle Lebensalter“ aufgefasst. Dem Eindruck, ältere Menschen sollten unter Druck gesetzt werden, aktiver zu werden, als sie es „als wohltuend empfinden“, tritt die UNECE mit dem Hinweis entgegen, Strategien sollten „auf die Bedürfnisse und Wünsche der einzelnen älteren Personen ausgerichtet sein. Unterstützung sollte so gegeben werden, dass sie die Autonomie der älteren Menschen stärkt.“
Im Rahmen seiner Kampagne „Selbstbestimmte Teilhabe von Menschen im Alter“ warnte der Caritasverband 2010 davor, dass das Altersbild in der deutschen Gesellschaft von den Problemen der sozialen Sicherungssysteme dominiert werden könnte. Ältere Menschen seien auch in der letzten Lebensphase Experten für vielfältige Lebenssituationen, einschließlich besonders kritischer Lebensereignisse.
Im Kern geht es bei Bemühungen um mehr Teilhabe, insbesondere nach dem Ausscheiden älterer Menschen aus dem Erwerbsleben, darum, bei diesen eine „Vergesellschaftungslücke“ zu schließen. Die soziale Integration erfolge nicht mehr über die Erwerbsarbeit, sondern beschränke sich auf eine Vergesellschaftung über Familie, soziale Netze, Freizeit und Konsum. Anders als für alle anderen Altersstufen halte die Gesellschaft für das (hohe) Alter keine typischen Regularien (wie den Kindergarten- und Schulbesuch, die Berufsausbildung und -ausübung sowie die Betreuung eigener Kinder) bereit, sondern Alter müsse individuell gestaltet werden. „Vergesellschaftung“ wird von Wolfgang Clemens als Prozess verstanden, „in dem Menschen durch gesellschaftliche Strukturen und Programme zum Handeln angeregt, herausgefordert und damit engagiert werden“. Zur Schließung der Vergesellschaftungslücke im Ruhestand gewännen nachberufliche, vor allem erwerbsarbeitsnahe Tätigkeitsformen an Bedeutung.

#### Lebenslanges Lernen
Bildung dient in allen Lebensphasen der Weiterentwicklung der Persönlichkeit. Sie fördert soziale Kontakte und trägt zur Verbesserung der Lebensqualität bei. Älteren Menschen eröffnet sie die Möglichkeit, sich mit ihren Kenntnissen und Erfahrungen aktiv in das gesellschaftliche Leben einzubringen. Wer als junger Mensch keine Zeit, keine Gelegenheit oder zu wenig Unterstützung hatte, kann im Prinzip im Alter sogar noch grundlegende Fertigkeiten wie Lesen und Schreiben erwerben sowie Schulabschlüsse oder kulturelle und politische Bildung nachholen. Eine Verkürzung des Lernens auf den Erwerb von Qualifikationen und Kompetenzen, die den Wert des eigenen Humankapitals erhöhen sollen, wäre insofern unangebracht.
Für die Gruppe der über 65-Jährigen ist Lebenslanges Lernen nicht mehr für eine Erhöhung ihrer Beschäftigungsfähigkeit als vielmehr für die Erhaltung eines qualitativ hochwertigen persönlichen und sozialen Lebens wichtig. So sollte die Erwachsenenbildung der über 65-Jährigen darauf abzielen, dass sie im Alter aktiv gesellschaftlich partizipieren können. Die Lerninhalte können sich auf allgemeine Kenntnis von Politik und Zeitgeschehen beziehen, darüber hinaus wird der Erwerb von Fähigkeiten zur freiwilligen bzw. ehrenamtlichen Ausübung von Tätigkeiten oder die Erlangung und Aufrechterhaltung von Medienkompetenz angestrebt.
Seit den 1990er Jahren prägt lebenslanges oder lebensbegleitendes Lernen als Konzept die Bildungspolitiken in der Europäischen Union und den Mitgliedsstaaten. Während in den Anfängen eher die Erwachsenenbildung im Mittelpunkt stand, umspannt es mittlerweile vielfältige Lernprozesse in jedem Lebensalter. Die Erwachsenen- und Weiterbildung bleibt dabei ein wichtiger Akteur.
Die „European Association for the Education of Adults (EAEA)“, der Dachverband von Erwachsenenbildungs-Einrichtungen in Europa, interpretiert das Europäische Jahr für Aktives Altern und Solidarität zwischen den Generationen als Europäisches Jahr der Erwachsenenbildung und stellt es unter das Motto „Freude und Macht des Lernens“. Aufgrund negativer Erfahrungen aus der Schulzeit stünden viele (nicht nur ältere) Erwachsene der Aus- und Weiterbildung skeptisch gegenüber. Andere wiederum nähmen sie bloß als eine weitere Belastung wahr, die sie für ein erfolgreiches Leben in Kauf nehmen müssten. Die EAEA wolle jedoch die positiven Seiten des Lernens herausstellen, auch in dem Wissen, dass dies der beste Weg sei, um besonders bildungsferne Bevölkerungsgruppen (auch im fortgeschrittenen Alter) anzusprechen. Die EAEA fordert, dass Älteren der Zugang zu qualitativ hochwertiger Bildung erleichtert werden solle. Lernen im Alter dürfe kein Privileg einer gut ausgebildeten Minorität bleiben. Bildungseinrichtungen müssten mehr Lern- und Beratungsangebote bereitstellen, die an die Bedürfnisse älterer Menschen angepasst seien. In diesem Zusammenhang seien ebenso die Unternehmen gefragt, die das Lernen in jeder Altersstufe unterstützen sollten. Die Politik sollte überdies sicherstellen, dass sozial benachteiligte ältere Menschen Bildungsmöglichkeiten erhielten.
Viele Hochschulen bieten Senioren die Gelegenheit zu einem Seniorenstudium.
Von Bedeutung ist auch das generationenübergreifende oder intergenerationelle Lernen. Eine Aufgabe von engagementfördernden Einrichtungen ist es, hierfür Begegnungsräume zu schaffen.

#### Bürgerschaftliches Engagement
Unter bürgerschaftlichem bzw. freiwilligem Engagement wird ein individuelles Handeln verstanden, das sich durch Freiwilligkeit, fehlende persönliche materielle Gewinnabsicht und eine Ausrichtung auf das Gemeinwohl auszeichnet. Ein wesentliches Merkmal des Engagements ist, dass es durch gesellschaftliche Verantwortung unterschiedlicher Reichweite – vom internationalen humanitären Einsatz bis hin zu alltäglichen Unterstützungs- und Hilfeleistungen – geprägt wird und darüber hinaus im öffentlichen Raum stattfindet. Das Engagement älterer Menschen erfolgt sowohl in zivilgesellschaftlichen Organisationen als auch in informellen Zusammenhängen wie in der Nachbarschaftshilfe. Das „Zentrum für zivilgesellschaftliche Entwicklung (zze)“ in Freiburg (Breisgau) bewertet bürgerschaftliches Engagement als eine „Zeitspende, deren volkswirtschaftlicher Wert nicht hoch genug anzusetzen ist.“ Auf kommunaler Ebene könne Engagement durch fördernde Infrastrukturen noch besser unterstützt werden. „Engagementferne Bevölkerungsgruppen sollten gezielt eingeladen werden, sich zu beteiligen.“
Das deutsche Bundesministerium für Familie, Senioren, Frauen und Jugend unterscheidet zwischen „jungen Alten“ (50 bis 64 Jahre), „Älteren“ (65 bis 74 Jahre) und „Hochbetagten“ (75 Jahre und älter). Es konzentriert sich dabei auf die Gruppe der „Älteren“, da diese einerseits durchschnittlich deutlich leistungsfähiger als Gleichaltrige vor 25 Jahren seien, andererseits aber durchschnittlich bereits einen starken Abstand zum Erwerbsleben und dem mit ihm verbundenen Anforderungen entwickelt hätten. In dieser Altersgruppe habe sich die Quote der Engagierten seit 1999 stark erhöht und sei noch steigerbar.
Manche Freiwilligendienste – etwa das Freiwillige Soziale Jahr (FSJ) – sind auf junge Menschen ausgerichtet und stehen Senioren nicht offen. Andere, insbesondere der Bundesfreiwilligendienst (BFD), sind nicht durch eine Altersobergrenze begrenzt. Auch der Andere Dienst im Ausland (ADiA) hat keine Altershöchstgrenze, ist aber aufgrund fehlender staatlicher Förderung für die Träger weniger attraktiv als die Jugendfreiwilligendienste, etwa weltwärts, es sind. Senioren engagieren sich im BFD zum Beispiel in der Alten-, Behinderten- und Krankenbetreuung, im Natur- und Tierschutz und in Bildungs- und Kulturprojekten. Menschen über 27 Jahren steht im Gegensatz zu Jüngeren die Möglichkeit offen, den Dienst in Teilzeit zu leisten, wobei eine Mindestwochenarbeitszeit von 20 Stunden gilt. Die Bundesarbeitsgemeinschaft Seniorenbüros (BaS) betont bei Freiwilligendiensten die Notwendigkeit geeigneter Einsatzstellen und einer Ausrichtung an den Bedürfnissen der Senioren. Die BaS nennt hier: zeitliche Flexibilität, niedrigschwelligen Zugang, Anerkennungskultur, Fort- und Weiterbildungsangebote, Mitwirkungsmöglichkeiten.
Die Stiftung ProAlter zeichnete 2022 mit dem Engagementpreis 80plus zehn Menschen aus, die sich im hohen Alter bürgerschaftlich engagieren.

#### Politische Teilhabe
Ein Beispiel für die Möglichkeit zur politischen Partizipation von Senioren ist die Arbeit bzw. Mitgliedschaft in einem Seniorenbeirat. In Deutschland existieren Seniorenbeiräte in über 700 Kommunen. Ihre wesentliche Aufgabe besteht darin, die Interessen der älteren Bürger bestmöglich – außerhalb parteipolitischer Vorgaben – vor den kommunalen Gremien zu vertreten. Die älteren Mitbürger erhalten somit Einfluss in der Kommunalverwaltung.
Die Landesseniorenvertretung Nordrhein-Westfalen nennt vier zentrale Handlungsfelder für Seniorenvertretungen als unabhängige politische Interessenvertretungen:
- Mitwirkung bei Planungen in der Kommune (z. B. bei der Stadtplanung);
- Vermittlung von Informationen und Interessen an Politik, Verwaltung und altenpolitische Akteure (= Politikberatung);
- Vermittlung und Beratung älterer Menschen (Bereitstellung von Informationen, Weiterleitung an Fachberatungen);
- Öffentlichkeitsarbeit für ältere Menschen und das Alter.

Die Teilnehmer eines Seniorenbeirats werden in der Regel alle vier bis fünf Jahre von den über 60-jährigen Einwohnern einer Gemeinde gewählt. Jeder Bürger dieser Altersgruppe ist somit wahlberechtigt. Die Größe des Beirats berechnet sich in der Regel nach einem festgesetzten Schlüssel. Vertreter des Seniorenbeirats dürfen an Sitzungen der Kommune teilnehmen und besitzen mindestens ein Anhörungsrecht. Die meisten Seniorenbeiräte haben sich eine eigene Satzung gegeben.

#### Kulturelle Teilhabe
Die Praxis der Kulturellen Bildung wird zunehmend durch den demografischen Wandel beeinflusst. In immer mehr Städten entstehen Seniorentheatergruppen. Der Deutsche Musikrat hat das Thema Musizieren 50+ auf der Agenda und diskutiert notwendige Rahmenbedingungen für das Musizieren im Alter. In der Medienarbeit werden Ansätze zur generationenübergreifenden Arbeit entwickelt. An manchen Museen entstehen Führungskonzepte für Menschen mit Demenz. Immer mehr feste und freie Kulturpädagogen entdecken die Zielgruppe und entwickeln neue Angebotsformen. Neben Angeboten, die in (sozio-)kulturellen Einrichtungen stattfinden, entstehen auch aufsuchende Angebote für Ältere in ihrem Lebensumfeld (zum Beispiel „Kino auf Rädern“, „Museum im Koffer“, „Oper im Altenheim“). Die Bildungsformate sind sowohl rezeptiver als auch aktivierender Natur. Neben altersspezifischen Programmen gibt es auch Projekte, die den Dialog zwischen den Generationen anregen. Kulturelle Bildung mit Älteren findet heute nicht nur in Kulturinstitutionen und kulturpädagogischen Einrichtungen statt, sondern in vielen (kirchlichen) Einrichtungen der Altenarbeit und der Erwachsenenbildung sowie in Seniorenheimen.
Einer Studie zufolge haben Menschen, die häufig kulturellen Aktivitäten (etwa Museums-, Theater- und Kinobesuchen) nachgehen, ein geringeres Risiko einher, über die nächsten 10 Jahre Depression zu entwickeln. Die Studie, die anhand von Daten der britischen Studie English Longitudinal Study of Ageing (ELSA) von 2148 Erwachsenen mit einem Durchschnittsalter von 62,9 Jahren durchgeführt wurde, gab Hinweise auf einen kausalen Zusammenhang. Als mögliche Erklärungsmuster verwiesen die Autoren auf die soziale Interaktion, die emotionale Reaktion auf Musik und die körperliche und mentale Aktivität.

### Förderung eines unabhängigen Lebens

#### Gesundheitsförderung
In Sachsen, wo der Prozess der demografischen Alterung im Vergleich zu anderen Ländern stark ausgeprägt und bereits weit fortgeschritten ist, wird Aktives Altern in erster Linie als „Gesundheitsziel“ verstanden. Demzufolge lautet dort das Motto: „Aktives Altern – Altern in Gesundheit, Autonomie und Mitverantwortlichkeit“. Daher übernahm die Sächsische Ärztekammer weitgehend die Organisation der Ersten Arbeitstagung „Aktives Altern“ am 18. November 2013. Auf der Zweiten Arbeitstagung wurden sechs Arbeitsschwerpunkte gebildet:
- Kommunale Gesundheitsförderung und Quartiersentwicklung – Daseinsvorsorge der Kommune;
- Erhalt der Beschäftigungsfähigkeit;
- Regionale Versorgung;
- Regionale Vernetzung;
- Bewegungsförderung und Sturzprävention;
- Pflegende Angehörige.[85]

Das deutsche Bundesministerium für Gesundheit weist darauf hin, dass viele im Alter vorherrschende chronische Erkrankungen wie beispielsweise eine koronare Herzkrankheit oder ein Typ-2-Diabetes (der früher sogenannte Altersdiabetes) von den Betroffenen eigenverantwortlich durch einen gesundheitsförderlichen Lebensstil vermieden oder zumindest in ihrem weiteren Verlauf positiv beeinflusst werden können. Das Ministerium empfiehlt ausreichende körperliche Aktivität, ausgewogene Ernährung, Vermeidung einer weiteren Gewichtszunahme bei bestehendem Übergewicht, Nichtrauchen sowie zurückhaltenden Alkoholkonsum. (Siehe hierzu auch: Seniorensport.)
Der Sportmediziner Herbert Löllgen betont, dass es bei der Empfehlung, ältere Menschen sollten mehr Sport treiben, nicht darum gehe, sie zu Wettkämpfen im Rahmen des Leistungssports zu animieren, sondern darum, dass sie sich regelmäßig bewegen und körperlich aktiv sind.
In dem „Third European working conditions survey 2000“ der „European Foundation for the Improvement of Living and Working Conditions“ wurden Faktoren ermittelt, die die Gesundheit und die Lebensqualität Erwerbstätiger nachhaltig beeinflussen:
- Altersdiskrimination;
- Arbeitszeiten: lange Arbeitswochen, unregelmäßig Tagesarbeit;
- Diskussionen mit Vorgesetzten;
- Arbeitsfertigkeiten;
- selbstständige Arbeitseinteilung;
- psychische Belastungen: Neues Lernen, komplexe Aufgaben, strikte Arbeitszeiten, Computer-Nutzung;
- physische Belastungen: repetitive Arbeiten, schwere Lasten, Arbeitshaltungen;
- physisches Arbeitsumfeld: verunreinigte Luft, Vibrationen, Lärm.[88]

Die „Initiative Neue Qualität der Arbeit“ weist allerdings auf das Problem hin, dass ein Zusammenhang zwischen einer schlechten sozialen Lage und einem schlechten Gesundheitszustand und mangelhaftem Gesundheitsbewusstsein bestehe. So wiesen Personen mit einem geringen sozio-ökonomischen Status bereits in der Altersgruppe 55 bis 64 Jahre die gleiche Zahl an krankhaften Einschränkungen auf, wie die sozio-ökonomisch privilegierten Gruppen oberhalb der Altersgrenze von 75 Jahren.

#### Ermöglichung selbstbestimmten Wohnens
Im Jahr 2006 beschrieb die Schader-Stiftung die Wohnsituation „junger Alter“ und „Hochaltriger“ folgendermaßen: „Ein Blick auf die Struktur der Altenhaushalte zeigt, dass ältere Menschen in Deutschland im Wesentlichen in zwei Haushaltstypen leben: In Partnerhaushalten und in Ein-Personen-Haushalten. Während von den ‚jungen Alten‘ noch fast zwei Drittel, nämlich 63 Prozent, mit ihrem Partner zusammenleben, sind dies bei den Hochaltrigen nur noch knapp ein Viertel. In nahezu der Hälfte aller Haushalte von Hochaltrigen leben alleinstehende Frauen. Der Anteil der alleinstehenden Männer verändert sich dagegen mit zunehmendem Alter kaum. Vor allem alleinstehende Frauen sind es, die sich im höheren Alter nach einer neuen Wohnform umsehen müssen, wenn sie nach dem Tod ihres Mannes allein zurückbleiben. Der größte Teil dieser Frauen bleibt weiterhin selbständig in der eigenen Wohnung. Ein nicht geringer Teil von immerhin zehn Prozent lebt aber in einem Heim, und sieben Prozent wohnen bei ihren Kindern.“
Im Vergleich zum früheren Heimgesetz fördern heutige landesrechtliche Regelungen zum Heimrecht eine größere Vielfalt von Wohn- und Versorgungsformen. Das 2009 eingeführte Wohn- und Betreuungsvertragsgesetz (WBVG) gilt grundsätzlich für alle betreuten Wohnformen.
Über 90 Prozent der älteren Menschen leben (Stand: 2016) in einer für alle Lebensphasen standardmäßig ausgestatteten Wohnung. Die meisten wollen in der vertrauten Wohnumgebung bleiben – auch, wenn sie auf Hilfe und Pflege angewiesen sind. Der Deutsche Paritätische Wohlfahrtsverband wies bereits 2008 darauf hin, dass „[d]ie Generation, die in ihrer Jugend- bzw. Studentenzeit in Wohngemeinschaften gelebt hat, […] kaum starre Lebens- und Pflegestrukturen annehmen wollen […], sondern ein Fortführen ihres Lebensstils anstreben“ werde. Der DPWV sehe sich daher verpflichtet, neue Wege des Angebots zu gehen.
Am 29. Dezember 2014 trat eine Richtlinie des Landes Bayern in Kraft, durch die ein selbstbestimmtes Leben im Alter gefördert werden soll. Durch diese Richtlinie sollen Konzepte für
- von bürgerschaftlichem Engagement getragene Nachbarschaftshilfen,
- betreutes Wohnen zu Hause,
- Quartierskonzepte, die insbesondere die Bedürfnisse älterer Menschen berücksichtigen,
- Seniorenhausgemeinschaften,
- generationsübergreifende Wohnformen, die insbesondere Konzepte für ältere Menschenbeinhalten, sowie
- sonstige innovative ambulante Konzepte für ein selbstbestimmtes Leben im Alter

unterstützt werden.

#### Mobilitätsförderung

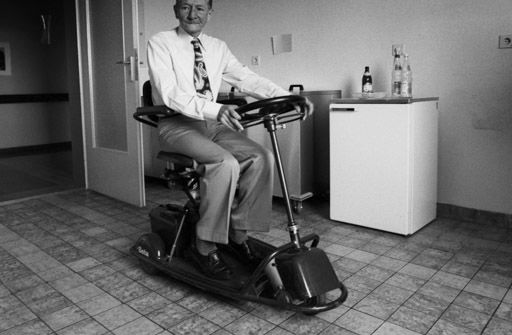
Bewohner eines Altenheims mit einem Seniorenmobil

Nicht nur für Menschen mit einer Behinderung, sondern auch für alternde Menschen ist Barrierefreiheit wichtig, wenn sie mühelos von A nach B gelangen wollen. Eine 2006 durchgeführte Studie ergab: Während 80 Prozent der 65- bis 69-Jährigen noch mühelos einen Kilometer oder mehr zu Fuß laufen können, sinkt der betreffende Anteil kontinuierlich auf 42 Prozent bei den 80- bis 84-Jährigen und auf 10 Prozent bei den 90- bis 94-Jährigen. Die entsprechenden Quoten können und sollen durch eine Förderung sportlicher Aktivitäten und allgemein durch die Schaffung von Bewegungsanreizen erhöht werden.
Da ältere Menschen häufig über kein eigenes Kraftfahrzeug verfügen, stellt die Tatsache, dass es in den ländlichen Räumen Deutschlands oft mit öffentlichen Verkehrsmitteln länger als 50 Minuten dauert, bis sie das nächstgelegene Mittel- oder Oberzentrum erreichen können, eine große Beeinträchtigung ihrer Mobilität dar. Derart lange brauchen Benutzer privater Pkws nur von der Insel Fehmarn und von Teilen Nordfrieslands aus. Der ADAC fordert, dass die für die Daseinsvorsorge Verantwortlichen „[b]ezahlbare, zugängliche, gut ausgebaute Mobilität per ÖPNV auch in ländlichen Gebieten gewährleisten“. Darüber hinaus müsse der Wunsch älterer Kraftfahrer, möglichst lange selbstfahrend am Kraftfahrzeugverkehr teilnehmen zu dürfen, so lange berücksichtigt werden, wie das verantwortbar sei.
Auch die Entwicklung selbstfahrender Kraftfahrzeuge wird als Möglichkeit gesehen, um in Zukunft eine bessere Mobilität und damit soziale Teilhabe auch für Ältere zu gewährleisten.

#### Selbstbestimmte Pflege
In den Jahren 2003 bis 2005 erarbeitete ein „Runder Tisch Pflege“ im Auftrag des Bundesministeriums für Familie, Senioren, Frauen und Jugend eine „Pflege-Charta“, durch die die Rechte pflegebedürftiger (nicht nur älterer) Menschen festgelegt wurden. In Artikel 1 dieser Charta wird bestimmt: „Jeder hilfe- und pflegebedürftige Mensch hat das Recht auf Hilfe zur Selbsthilfe und auf Unterstützung, um ein möglichst selbstbestimmtes und selbständiges Leben führen zu können. […] Sie haben das Recht auf Beachtung Ihrer Willens- und Entscheidungsfreiheit sowie auf Fürsprache und Fürsorge. Die an der Betreuung, Pflege und Behandlung beteiligten Personen müssen Ihren Willen beachten und ihr Handeln danach ausrichten. Das gilt auch, wenn Sie sich sprachlich nicht artikulieren können und Ihren Willen beispielsweise durch Ihr Verhalten zum Ausdruck bringen. Menschen, deren geistige Fähigkeiten eingeschränkt sind, müssen ihrem Verständnis entsprechend in Entscheidungsprozesse, die ihre Person betreffen, einbezogen werden.“

## Analyseinstrumente

### Active Ageing Index (AAI)
Von der Europäischen Kommission, der UN-Wirtschaftskommission für Europa (UNECE) sowie dem Europäischen Zentrum für Wohlfahrtspolitik und Sozialforschung wurde 2012 im Rahmen des „Europäischen Jahres für aktives Altern und Solidarität zwischen den Generationen“ der „Active Ageing Index (AAI)“ als gemeinsames Projekt entwickelt. Der AAI ist ein Analyseinstrument für die unterschiedlichen Dimensionen gelingenden Alterns und das Potenzial Älterer. Durch die Benennung der verschiedenen Elemente eines gelingenden Aktiven Alterns macht der Index Stärken und Schwächen der demografischen Situation eines Landes sichtbar und misst Fortschritte im Bereich des aktiven Alterns.
Konkret werden durch den AAI die vier Aktivierungsdimensionen „Beschäftigung“, „gesellschaftliche Teilhabe“, „Selbständiges, gesundes und sicheres Leben“ sowie „Kapazitätenförderung und Schaffung eines Umfelds für aktives Altern“ gemessen. Beschäftigung hat ein Gewicht von 35 % am Gesamtergebnis des AAI, gesellschaftliche Teilhabe 35 %, Selbständiges, gesundes und sicheres Leben 10 % und Kapazitätenförderung und Schaffung eines Umfelds für aktives Altern 20 %. Unter diesen vier Dimensionen werden insgesamt 22 Indikatoren berücksichtigt. Diese geben Hinweise darauf, in welchen Bereichen Verbesserungen möglich sind und welche Akteure (Politik, Sozialpartner, Zivilgesellschaft) in Frage kommen, entsprechende Maßnahmen auf den Weg zu bringen und gemeinsame Aktionspläne zu entwickeln. Der AAI wird als geeignetes Instrument gesehen, politische „Stellschrauben“ zu identifizieren. Er kann als Argumentationshilfe in der Maßnahmenentwicklung vor Ort dienen und den benötigten gesamtgesellschaftlichen Diskurs im Handlungsfeld „alternde Gesellschaft“ anregen.

### SAARA-Index
Während der AAI als politisches Steuerungsinstrument einen EU-weiten Vergleich von Staaten auf Basis von Sekundärdaten erlaubt, wurde der „SAARA-Index (Supporting an Active Ageing in Rural Areas)“ entwickelt, um das Aktive Altern speziell in lokalen Settings zu messen und in regionale Handlungsstrategien einzubetten.

## Kritik
Silke van Dyk und Stefanie Graefe kritisieren „die augenfälligen Tendenzen der Individualisierung und Privatisierung von sozialen Risiken des Alter(n)s“ ebenso „wie die ungleichen Zugangschancen zu Mitteln und Wegen der Altersaktivität und des Anti-Ageing, die ausgeprägte Kommerzialisierung von (Präventions-)Angeboten, die moralische Indienstnahme der ›gesunden‹ und ›erfolgreichen‹ Alten für die Sorge um den staatlicherseits deregulierten Bereich des Sozialen, die sozialstrukturell systematisch ungleiche Einkommens- und Versorgungssituation der aktuellen und zukünftig Alten – und nicht zuletzt die ungebrochene Entmächtigung des hohen, abhängigen und kranken Alters und seine implizite Kennzeichnung als demografische ›Alterslast‹.“

### Wertschätzung alternder und älterer Arbeitnehmer
Aus den Reihen der Betriebswirtschaftslehre wird zu bedenken gegeben, dass traditionell bereits 45-Jährige als „ältere Arbeitnehmer“ betrachtet würden. Ältere Mitarbeiter seien oft teurer als jüngere, da sich durch eine häufig praktizierte Vergütungsautomatik hohe Besitzstände entwickelt hätten. Sinke die Produktivität des älteren Mitarbeiters gegenüber seinen jüngeren Kollegen aber und könne dies nicht durch höheres Erfahrungswissen kompensiert werden, verliere der ältere Arbeitnehmer seine Wettbewerbsfähigkeit, seine „Employabilty“ (Beschäftigungsfähigkeit). Letztlich müssten also solche älteren Arbeitnehmer, die leicht ersetzbar sind, trotz aller Bemühungen um die Vermeidung von Altersdiskriminierung sich mit Einkommenseinbußen am Ende ihres Erwerbslebens abfinden. Andererseits sei es schwer, ältere Erwerbstätige, die über Wissen verfügen, das für ihren Betrieb wertvoll ist, in altersgemischten Gruppen daran zu gewöhnen, dass sie dieses Wissen mit Jüngeren teilen, solange sie befürchten (müssten), aufgrund des Verlustes ihres Wissensvorsprungs von diesen aus der Arbeit verdrängt zu werden.
Die INQA weist darauf hin, dass vor allem solche Arbeitnehmer, „die unter guten Arbeitsbedingungen arbeiten, […] es in der Regel für sehr wahrscheinlich [halten], dass sie unter den gegenwärtigen Bedingungen in ihrer Tätigkeit das Rentenalter erreichen werden. Beschäftigte, die unter ressourcenreichen und wenig belastenden Bedingungen arbeiten, fühlen sich in der Regel gesund.“ Bei denjenigen hingegen, auf die diese Bedingungen nicht zutreffen, sei die Wahrscheinlichkeit groß, dass das Ziel einer langen Lebensarbeitszeit verfehlt werde. Hauptmerkmale „guter Arbeit“ sind der INQA zufolge „[e]in mittleres oder hohes Ressourcenpotential, ein niedriges Fehlbeanspruchungsniveau und ein existenzsicherndes Einkommen.“

### Ernsthaftigkeit des Teilhabe-Versprechens
Kritisiert wird auch, dass nicht alle Bevölkerungsgruppen gleichermaßen von Aktivierungsangeboten erreicht würden bzw. sich von ihnen angesprochen fühlten. So geben z. B. viele Senioren mit Migrationshintergrund an, von Angeboten nichts gehört zu haben sowie Vorbehalte gegenüber organisierten Veranstaltungen, sprachliche Probleme und Fremdheitsgefühle zu haben. In der Regel würden Menschen mit Migrationshintergrund nicht an der Entwicklung und Planung von Angeboten beteiligt, so dass ihre Bedürfnisse zumeist nicht berücksichtigt würden. Diese Kritik läuft aber teilweise dann ins Leere, wenn (wie wiederum andere kritisieren) der Begriff „Teilhabe“ nur bedeute, „dass man nicht vollkommen draußen bleibt“, im Sinne einer „Gerechtigkeit light für die Schwachen.“

### Ökonomische Grundlagen der Aktivität Älterer
Schuldnerberatungsstellen weisen darauf hin, dass der Anteil Älterer, die in finanzielle Schwierigkeiten geraten, in Deutschland zunehme. Für Senioren sei es deutlich schwieriger als für Jüngere, sich aus der Schuldenfalle herauszuarbeiten, da die Aussicht auf deutlich höhere Einnahmen bei den meisten betroffenen Senioren illusorisch sei und ihnen nur rigoroses Sparen helfe. Ganz allgemein gelte es, frühzeitig Konsumwünsche dem zumeist deutlich geringeren Budget im Vergleich zur Zeit der Erwerbstätigkeit anzupassen. Überschätzt werde angesichts von länger werdenden Rentenbezugsdauern die Möglichkeit, ein relativ niedriges Einkommen aus Rentenbezügen durch Kapitalverzehr zu kompensieren. Vor allem aber würden zunehmende Kosten aus Eigenbeteiligungen an medizinischen Leistungen sowie aus Aufwendungen für Pflegedienstleistungen und steigende Beitragssätze zu Krankenversicherungen von vielen in ihrer Bedeutung unterschätzt. Auch bei Rentnern, die von vorhandenem Vermögen lebten, stelle sich oft nach Verzehr des Kapitals Altersarmut ein, die die Aktionsmöglichkeiten der von ihr Betroffenen deutlich reduziere.

### Positive Bewertung des Aktiv-Seins

#### Der „Aktivierungs-Imperativ“
Der Kieler Soziologe Klaus R. Schroeter kritisiert den Machbarkeitswahn, der hinter Konzepten eines „aktiven Alterns“ stehe. Durch die Hauptströmung der Gerontologie werde das Konzept eines „sozialen, erfolgreichen und produktiven Alterns“ als konzeptionelles Gegengewicht zu defizitären Vorstellungen des Alters und des Altseins verfolgt. Als Indikatoren des erfolgreichen Alterns gälten unter anderem Lebensdauer, Lebenszufriedenheit, körperliche und geistige Gesundheit, persönliche und soziale Kompetenzen, soziale und gesellschaftliche Produktivität. Diese Ziele riefen Maßnahmen auf den Plan, um all die Kräfte zu stärken beziehungsweise zu erwecken, die den älter werdenden Menschen dazu befähigten, seinen Lebensplan und seinen Lebensalltag mit einem großen Anteil an Eigenregie möglichst optimal zu gestalten. Dabei dürfe aber nicht übersehen werden, dass Eigenverantwortlichkeit im aktivierenden Staat immer auch bedeute, dass Misserfolge jenen zugerechnet würden, denen es nicht gelinge, erfolgreich im Sinne des „Aktivierungsimperativs“ zu handeln. Schroeter gibt in diesem Zusammenhang zu bedenken, dass sich zumindest bei Menschen im Rentenalter die Frage stelle, ob sie nicht wirklich ein „Recht auf Faulheit“ hätten.
Insbesondere stellt sich die Frage, wie freiwillig der Entschluss, (weiter) erwerbstätig zu sein, tatsächlich ist. Abgesehen davon, dass diejenigen, die vor dem gesetzlichen Renteneintrittsalter aus dem Erwerbsleben ausscheiden, Abschläge von der Rentenhöhe hinnehmen müssen, gilt für hinreichend Leistungsfähige in der als „erwerbsfähig“ definierten Altersgruppe, die finanziell nicht in der Lage sind, auf Lohnersatzleistungen zu verzichten, im Allgemeinen das Gebot der Arbeitsbereitschaft im Sinne des Arbeitsförderungsrechts. Bei der Reform der Arbeitslosenversicherung im Zuge der Agenda 2010 wurde der Verdacht laut, dass vor allem Langzeitarbeitslose nicht im wünschenswerten Maße zur Aufnahme jeder zumutbaren Arbeit bereit seien und daher Druck ausgeübt werden müsse, um diese Bereitschaft zu erzeugen. Tatsächlich sind die Gründe für eine Nicht-Erwerbstätigkeit vielfältig.

#### Grenzen des Bemühens um Aktivität
Darüber hinaus seien die Attribute „erfolgreich“ und „produktiv“ irreführend: Das Altern selbst, so Schroeter, könne weder erfolgreich noch produktiv sein, sondern stelle zunächst einmal eine „irreversible Veränderung der lebenden Substanz als Funktion der Zeit“ dar. Nicht das Altern selbst, sondern nur die intervenierenden Steuerungsprozesse könnten erfolgreich sein in dem Sinne, dass Verfallsprozesse möglichst lange aufgehalten bzw. in ihren Auswirkungen abgemildert würden.
Andreas Stückler (Universität Wien) bewertet die „politisch und wissenschaftlich vermittelte Botschaft, dass letztlich alle von einem aktiven und produktiven Alter profitierten“, als „ideologische[n] Schein“. Der Anspruch des Active Ageing, zu einer Verbesserung gesellschaftlicher Altersbilder beizutragen, werde nicht annähernd erfüllt. Im Gegenteil komme es sogar zu einer Abwertung des Alters, dessen negative Begleitumstände immer mehr in die Hochaltrigkeit verlagert würden. Stückler stellt darüber hinaus die politische Umsetzbarkeit des „aktiven Alterns“ in Frage, da das primär damit verfolgte Ziel, Menschen länger in Beschäftigung zu halten, angesichts absehbarer massiver Arbeitsplatzverluste durch fortschreitende Automatisierung und Digitalisierung nicht realistisch sei.

#### Bewertung der Aktivität und der Bedürfnisse Älterer
Insbesondere im Hinblick auf die Möglichkeiten zur politischen Einflussnahme wird die Aktivität Älterer auch kritisch betrachtet. So gelten Senioren bei Wahlen in Deutschland als besonders einflussreich. Einerseits stellten bei der Bundestagswahl 2013 die 60-Jährigen und Älteren mehr als ein Drittel der Wahlberechtigten. Andererseits ist die Wahlbeteiligung älterer Wähler bei den meisten Wahlen deutlich höher als die der jüngeren. Auch müsse das größere Zeitbudget von Rentnern im Vergleich zu Erwerbstätigen berücksichtigt werden, das es ermögliche, dass Erstere ihre Interessen zeitintensiver vertreten könnten. Dass die Kombination aus einer großen Anzahl von Senioren in Verbindung mit deren höheren Aktivität sich zu Lasten Jüngerer auswirken kann, belegen Kritiker auch anhand des Brexits: Die relativ geringe Beteiligung Jüngerer im Referendum über den Brexit in Großbritannien sei eine der Ursachen für den knappen Sieg der Brexit-Befürworter gewesen.
Der Politikwissenschaftler Franz Walter sieht in Deutschland eine demografiebedingte Fehlentwicklung, indem Bedürfnisse Älterer übermäßig bedient würden. Die ehemaligen Volksparteien würden zu Parteien der Rentner. Nach Walter sei in Deutschland denjenigen, die „Kümmern und sorgende Repräsentanz […] kongenial verkörpern“ ein Wahlerfolg nahezu garantiert. Walter sieht darin einen Widerspruch zur Partizipation.